# 井伊直尚
井伊 直尚（いい なおひさ）は、江戸時代中期の近江国彦根藩の世嗣。

## 略歴
12代藩主・井伊直幸の長男として誕生。母は伊藤氏。幼名は章蔵。生年は宝暦4年（1754年）ともされる。
藩主の嫡子として生まれ、宝暦13年（1763年）に12代将軍・徳川家治に御目見した。しかし、明和3年（1767年）に11歳（あるいは13歳）で死去した。
代わって弟・直富が世嗣となった。